# Anisogomphus flavifacies
Anisogomphus flavifacies – gatunek ważki z rodziny gadziogłówkowatych (Gomphidae). Występuje w Chinach; miejsce typowe znajduje się w prowincji Junnan w południowej części kraju.